# 상표의 보통명칭화
상표의 보통명칭화는 상표 소유자의 의도와 다르게, 상표가 소비자 사이에서 일반적인 명칭으로 인식되는 현상을 가리킨다.
아스피린, 헤로인, 써모스가 미국에서 일반화된 상표의 예이다.

## 상표의 쇠퇴
상표의 쇠퇴 또는 일반화는 상표와 관련한 환칭의 특수한 경우이다. 상표가 너무 일반화되어 일반적인 이름으로 사용되면서 이 상표를 원래 소유한 회사는 이러한 이용을 저지하는데 실패했을 때 발생한다. 보통명사화가 되면 해당 용어는 더 이상 등록하지 못한다. 그러므로 회사들이 그들의 상표를 너무 일반화시키지 않으려고 애쓰는 것이다.
베이스라인(미국 외)과 후버(후버 컴퍼니)는 상표 쇠퇴를 막지 못한 브랜드의 예인 반면, 닌텐도는 상표 쇠퇴를 성공적으로 막은 브랜드의 예이다.

## 같이 보기
- 상표가치희석